# فابريسيو باستوس
فابريسيو باستوس هو لاعب كرة قدم برازيلي في مركز الوسط، ولد في 19 سبتمبر 1981 في ريو دي جانيرو في البرازيل. لعب مع بي إس إم إس ميدان وبيرسيتا تانغيرانغ.

## وصلات خارجية
- فابريسيو باستوس على موقع قاعدة بيانات كرة القدم.إي يو (الإنجليزية)
- فابريسيو باستوس على موقع Soccerway.com (الإنجليزية)